# الساندرو گابانی
الساندرو گابانی (انگلیسی: Alessandro Gabbani؛ زادهٔ ۱۳ ژوئیهٔ ۱۹۹۹) بازیکن فوتبال است.